# Cabannes (Bouches-du-Rhône)
Cabannes település Franciaországban, Bouches-du-Rhône megyében. Lakosainak száma 4576 fő (2022. január 1.). Cabannes Noves, Plan-d'Orgon, Saint-Andiol, Caumont-sur-Durance és Cavaillon községekkel határos.

## Népesség
A település népességének változása:
| Lakosok száma | 2698 | 2982 | 3929 | 4268 | 4372 | 4414 | 4441 | 4439 | 4471 | 4576 |
|               | 1968 | 1982 | 1990 | 2006 | 2013 | 2015 | 2017 | 2019 | 2020 | 2022 |